# 1344 Caubeta
1344 Caubeta eller 1935 GA är en asteroid i huvudbältet som upptäcktes den 1 april 1935 av den franske astronomen Louis Boyer vid Algerobservatoriet. Den har fått sitt namn efter den franske astronomen Paul Caubet.
Asteroiden har en diameter på ungefär 5 kilometer.